# Frisisk sporthäst
Frisisk sporthäst är en hästras som är baserad på korsningar mellan den holländska frieserhästen och diverse olika hästraser, bland annat engelska fullblod och morganhästar. Hästarna är lättare i typen och mer atletiska än frieserhästen och är på så sätt mer lämpade för ridsport. Det är önskvärt att hästarna ska ha frieserhästens karaktäristiska långa, vågiga man och svans, men inget krav, och alla färger är tillåtna, inte bara svart som hos friesern. För att bli godkänd krävs att hästen har minst 25% frieser i sig.

## Historia
Ända sedan utvecklingen av frieserhästen har man korsat dessa med olika hästraser för att få fram hästar med unikt utseende och speciella egenskaper. 1879 delade föreningen för frieserhästen upp sitt register för att kunna registrera och bokföra korsningar. Under början av 1900-talet ökade aveln av olika Frieserkorsningar så mycket att man under 1907 ändrade reglerna i stamboken och de två registren slogs ihop till ett enda. Detta höll ända fram till 1915 då man började oroa sig för renheten hos frieserhästarna och deras hotade existens. Registret för korsningar öppnades åter och snart startades även en helt egen förening för frieserkorsningar. 
De senaste tio åren har korsningar med frieserhästar blivit vanliga och den Frisiska sporthästen är en av de mest framträdande som räknas som en egen ras med egen förening (Friesian Sport Horse Registry) och en egen stambok. Föreningen har bland annat satt upp regler för vilka raser som får korsas med frieserhästen för att få registreras. De vanligaste raserna är engelskt fullblod, och arabiskt fullblod, men de flesta raser är tillåtna, även ponnyraser.
Numera tillåts inte korsningar i den holländska stamboken (Friesen Paarden Stamboek) medan vissa föreningar för frieserhästen godkänner det. För att bli godkänd krävs dock att hästen har minst 25 % Frieserhäst i sig.

## Egenskaper
Den frisiska sporthästen kan ha väldigt olika utseende och karaktär beroende på vilken ras som korsats in. Men de ska vara lättare i typen och mer atletiska än den ursprungliga frieserhästen, gärna med frieserhästens karakteristiska vågiga, långa tagel i man och svans. Hästarna är muskulösa och starka med en lätt böjd nacke och ett lugnt och lätthanterligt lynne.
Genom korsningar med fullblodshästar och varmblodshästar får man en sportig häst, väl lämpad för ridsport som banhoppning och dressyr, och genom blandningar med lättare hästraser som morganhästar och ponnyer får man hästar som passar fritidsridning och ridskolor.